# Lottie Sleigh

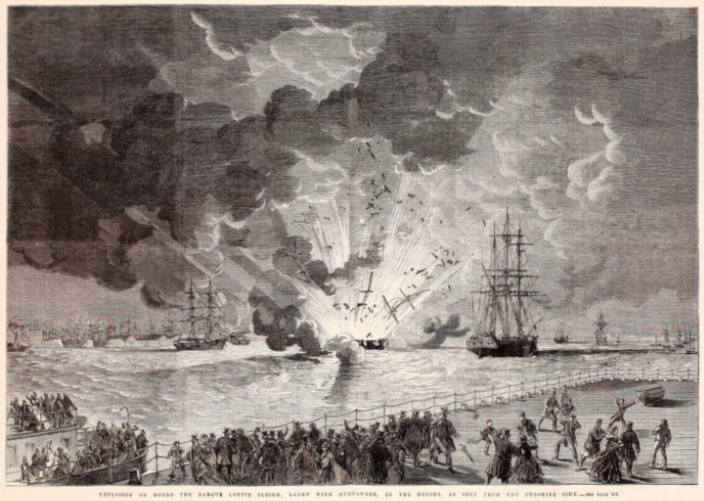
Obraz eksplozji z 1864 w Illustrated London News

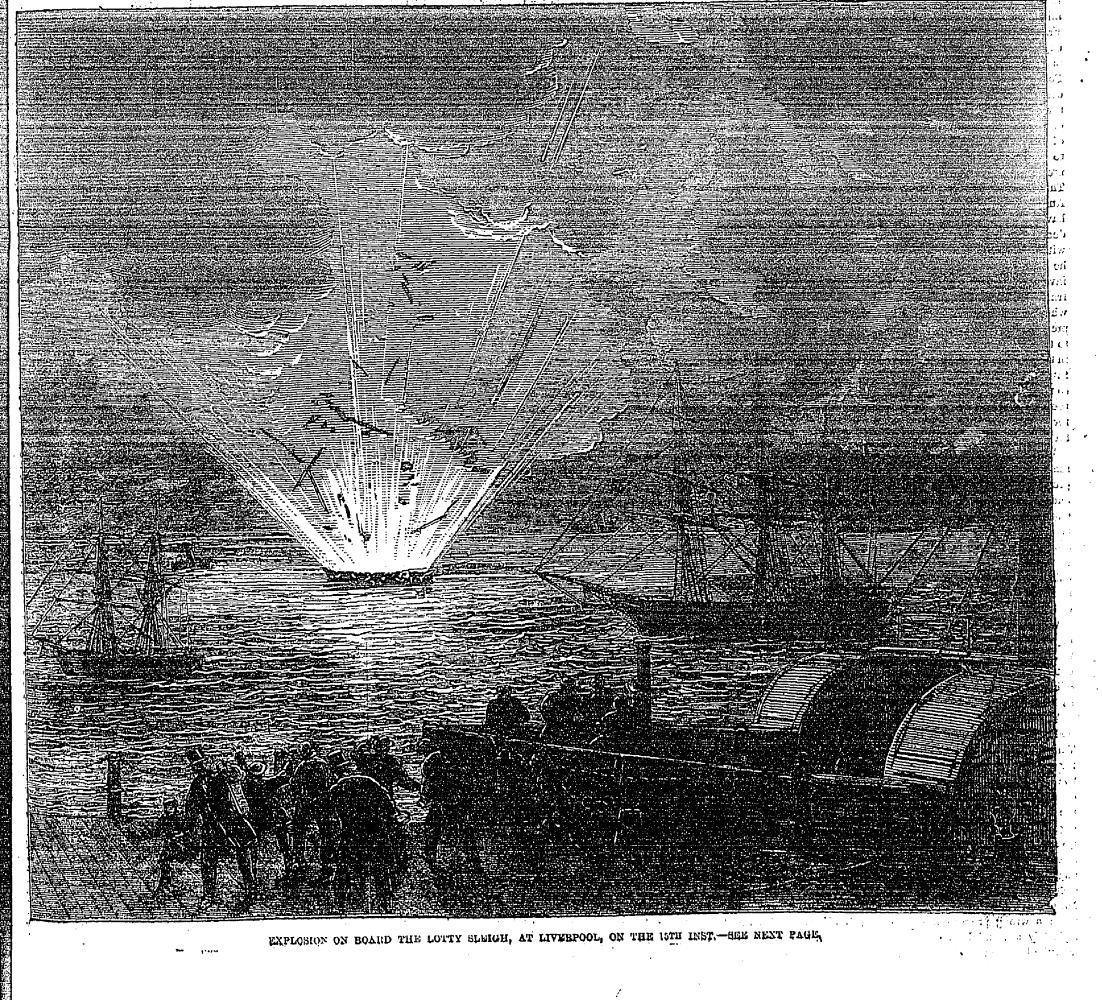
Obraz wybuchu w Penny Illustrated

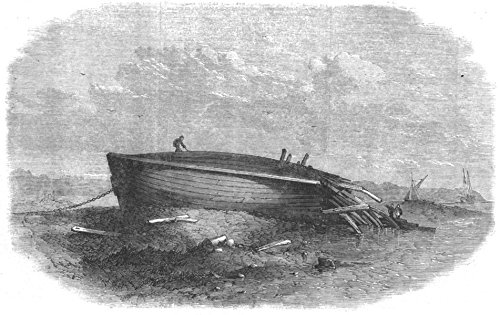
Wrak statku

Lottie Sleigh – bark żeglarski zbudowany w 1852. Eksplodował 15 stycznia 1864 transportując 11 ton angielskich prochu, na rzece Mersey. Nie było ofiar śmiertelnych, ale wybuch spowodował znaczne zniszczenia w Birkenhead, a jego skutki były odczuwalne w całym Liverpoolu. Hałas eksplozji było słychać z odległości 63 km. Lottie Sleigh został poważnie uszkodzony i sprzedany na złom 27 stycznia.  Dyskusje na temat odpowiedzialności ubezpieczeniowej za szkody majątkowe doprowadziły do wydania orzeczenia sądu, które jest ważne dla ubezpieczeniowego case law.

## Statek
Lottie Sleigh został zbudowany w 1852 na Wyspie Księcia Edwarda (obecnie Kanada) jako 700-tonowy bark kupiecki. Został nazwany na cześć żony pułkownika Sleigha, który posiadał ziemie na wyspie i był właścicielem terenu na którym stała stocznia.  Uważa się, że figura na statku, przedstawiająca kobietę, wysoką na trzy czwarte normalnych rozmiarów, w blond włosach, białym staniku i niebieskiej sukni, przedstawia panią Sleigh. Właścicielami statku byli panowie Hatton i Cookson, którzy zamierzali wykorzystać ją do handlu z Afryką.

## Wybuch
15 stycznia 1864, gdy statek był na kotwicy na rzece Mersey w pobliżu Birkenhead, steward przewrócił puszkę oleju podczas przycinania lampy. Pożar rozprzestrzenił się szybko, ale załodze udało się opuścić statek na promie przeprawowym.
Ładunek barki – 11 ton angielskich prochu, eksplodował. Nie spowodowało to żadnych ofiar śmiertelnych, ale wyrządziło wiele szkód w Birkenhead, a tysiące szyb w Liverpoolu zostało rozbitych. Podobno zamknięte drzwi zostały otwarte przez falę uderzeniową, a większość ulicznych gazowych lamp w Liverpoolu zgasło. Według przekazów pień starego dębu Allerton został złamany przez siłę wybuchu. Mówi się, że hałas wybuchu można było usłyszeć z odległości 63 km; w rzeczy samej władze w Chester telegrafowały do Liverpoolu, by zbadać przyczynę hałasu. Figura statku, która obecnie znajduje się w kolekcji Muzeum Morskiego Merseyside, została odzyskana nieuszkodzona kilka mil od statku.
Wrak statku został wyrzucony na brzeg w New Ferry i sprzedany 27 stycznia za złom.

## Prawo ubezpieczeniowe
Lottie Sleigh jest znanym przypadkiem w prawie ubezpieczeniowym.  Około 80 nieruchomości uszkodzonych przez eksplozję było ubezpieczonych w tej samej firmie, która wypłaciła średnio 12-13 £ każdemu z powodów. Dyrektorzy spółki zostali pozwani przez niektórych akcjonariuszy o wypłatę niepotrzebnych roszczeń, ponieważ polisy zawierały oświadczenie „że spółka nie powinna być odpowiedzialna za jakiekolwiek straty lub szkody spowodowane wybuchem, z wyjątkiem takich, które mogą wyniknąć z wybuchu gazu”. Dyrektorzy twierdzili, że przyczyną szkody był pierwotny pożar, a nie eksplozja. Sąd zgodził się z tym, pomimo ogólnej zasady ubezpieczenia Causa Proxima Non Remota Spectatur („należy przyjrzeć się bliższej, a nie odległej przyczynie”), która oznaczałaby, że pożar był przyczyną odległą a bezpośrednią lub natychmiastową przyczyną szkód była eksplozja. Sprawa doprowadziła również do zdefiniowania terminu „by gas” (ang. przez gaz) w prawie. Wicekanclerz Anglii zdecydował, że nie należy go interpretować szeroko, ponieważ większość eksplozji było spowodowane zapłonem gazu, a „gas” w tym kontekście oznaczać miał tylko „gaz koksowniczy”, który był wtedy dostarczany do gospodarstw domowych w celach grzewczych i oświetleniowych.